# ホテルコンシェルジュ
『ホテルコンシェルジュ』は、2015年7月7日から9月22日まで毎週火曜日22:00 - 22:54に、TBS系「火曜ドラマ」で放送されたテレビドラマである。全10回。主演の西内まりやはプライムタイム（19時 - 23時枠）の連続ドラマでは初主演となる。
東京都心にある外資系一流ホテル「ホテル・フォルモント」を舞台に、西内演じる新人の女性コンシェルジュをはじめ個性豊かなホテルマン&ホテルウーマンが客からの様々なトラブルを解決していく姿を一話完結で描く。
制作に先立って実際にホテルに勤務する50人以上のホテルマンから現場ならではのさまざまなエピソードを取材し、ドラマ内の全てのストーリーは取材した実話に基づいている。撮影はホテル日航東京の協力により実際に営業中のホテル内にて行われた。

## キャスト

### コンシェルジュ
天野 塔子（あまの とうこ）〈23〉
演 - 西内まりや
新米コンシェルジュ。料飲部に配属され3年間のレストラン勤務を経て、念願のコンシェルジュに抜擢される。やや短慮な性格から仕事で失敗することが多く、本城や片桐からは辛辣な評価を下されていた。しかし、コンシェルジュとして、顧客の悩みと心に真摯に向き合う一途な姿勢を崩さない一生懸命さから、徐々に信頼を勝ち取っていく。手話の心得があり、西崎とは手話で会話をする。
本城 和馬（ほんじょう かずま）〈27〉
演 - 三浦翔平
1年前よりコンシェルジュを務める男性従業員。来客に対しては丁寧に接するが、プロ意識が高く、公私混同を何よりも嫌う生真面目な性格をしており、当初は塔子に対して厳しい態度を取っていた。しかし、その反面、顧客によるストーキングに遭っても、一人で抱え込んでしまう悪癖があり、そのことを鷲尾に諭されてからは考えを改め、塔子に対する態度も軟化させている。
珠久里 太一〈49〉
演 - 尾美としのり
ヘッドコンシェルジュを務める男性従業員。元は高級旅館の伝説的な番頭で、鷲尾にヘッドハンティングされた経歴を持つ。温和で泰然自若とした物腰をしており、部下や後輩にも基本的に敬語で接する。客の要望に応えることを何よりも重視しており、塔子のコンシェルジュとしての努力を早くから認めている。

### 客室係
高垣 亜里砂〈26〉
演 - 夏菜
玉山 和代〈28〉
演 - 鈴木アメリ

### ベルボーイ
牧原 豪太〈23〉
演 - 小関裕太
温泉の名所で運営している旅館を実家に持つ男性従業員。旅館の運営を受け継ぐための勉強の一環として、ホテルに就職した。実家に加えて大人しめな性格も相まっても、周りの従業員からやや可愛がられる場面が多い。
二階堂 塁〈23〉
演 - 上杉柊平
大倉 伸也〈29〉
演 - 湯浅景介

### フロントクラーク
紺野 浩太郎〈25〉
演 - 山田裕貴
南 綾乃〈23〉
演 - 市山京香
岩橋 昌弘〈41〉
演 - 田中清貴
フロントチーフ。

### ドアマン
小松 怜治〈29〉
演 - 板倉武志
泉 勝彦〈20〉
演 - 香山佳祐

### レストラン
富永 哲司〈39〉
演 - 敦士
宴会部門の洋食担当シェフ。短気でやや口は悪いが、本質的には情に厚い人物。転属前に同じ職場だった塔子を陰ながら見守っている。
守山 麻里〈20〉
演 - 森山アスカ
新人で料飲部に配属された。

### フローリスト
丹後 悠大〈29〉
演 - 武田航平
池上 陸〈21〉
演 - 犬飼貴丈

### リネン室
沢渡 美咲〈45〉
演 - 池津祥子
ホテルの従業員や役員に関する噂話が好きな女性従業員。
宇田川 奈央〈28〉
演 - 簑島宏美

### 従業員食堂
安藤 幹也〈37〉
演 - 辻本耕志（フラミンゴ）
料理長。

### 施設係
西崎 隼人〈27〉
演 - 浅利陽介
聴覚障害者の男性従業員で、基本的に手話や筆談で会話をしている。時に毒舌を吐くこともあるが、明朗活発で洞察力に優れており、手先が器用。

### ブライダル
松川 唯
演 - 吉谷彩子（第5話、第7話）

### 幹部
鷲尾 陵介（わしお りょうすけ）〈50〉
演 - 高橋克典
総支配人を務める男性従業員。塔子をコンシェルジュに抜擢した本人。分け隔てをしない丁重な物腰でスタッフ全員を気にかける温和な性格から、従業員からは強く信頼されている。片桐とはかつて職場が同じであり、時折仕事対する姿勢の違いから対立することもある。
片桐 美穂子〈48〉
演 - 若村麻由美
経営戦略室ゼネラルマネージャーを務める女性従業員。イギリスの名門ホテルより引き抜かれる。「一流ホテルとしてのおもてなし」へのこだわりから、仕事に対して非常に厳しい姿勢をしており、失敗の多い塔子に対しては辛辣な評価を下している。元同僚の鷲尾とは、仕事の方針を巡って対立することがある。
成沢 瑛一〈65〉
演 - 伊武雅刀
日本法人社長。

### ゲスト
複数回登場の場合は括弧（）内に表記。
第1話
海宝 沙知（かいほう さち）
演 - 鈴木保奈美
カリスマファッションデザイナー。ホテルのVIP客。夫からの日常的なモラハラに悩む。
海宝 悟
演 - 矢柴俊博
沙知の夫。沙知を影からプロデュースしているが、その裏では人格を否定する言葉で沙知を精神的に支配する。
海宝 翼
演 - 寺田心
沙知と悟の息子。
渡辺 祐二
演 - 尾上寛之
花卉市場勤務。ホテルフォルモントにも花を納める。恋人・まどかの誕生日にプロポーズするために初めて宿泊する。
田中 まどか
演 - 浅見れいな
祐二の恋人。
三上 圭一
演 - スギちゃん
商社勤務。上海出張への出発間際に重要な契約書を紛失する。

第2話
菅野 友美
演 - 市毛良枝
長期滞在客。
井坂 正巳
演 - 中村靖日
出張での利用客だが、その正体は巷のホテルを騒がせていたスキッパー。
鈴木 亮治
演 - 六角慎司
鈴木の母
演 - 大島蓉子

第3話
森村 繭
演 - 田牧そら
ためたおこづかいで祖母と宿泊できないか相談した子供。
森村 澄江
演 - 草村礼子
繭の祖母。
松山 惣太郎
演 - 大東駿介
歌舞伎役者。奔放でわがままな一面があるが、歌舞伎として強い自負を持っており、ファンを大事にする心優しい性格の持ち主。
松山のマネージャーの鳥越
演 - 小林大介（花組芝居）
松山 惣十郎（遺影）
演 - 水下きよし
森村 百合
演 -  八木のぞみ

第4話
徳永 みゆき
演 - 映美くらら
本城に一方的な好意を抱き、ストーキング行為を働いていた女性客。本城目当てで度々泊まりに来ている。
沢村 遙人
演 - 石井正則
後藤 愛理
演 - 佐津川愛美

第5話
古市 良輔
演 - 徳重聡
西崎のおじ。定食屋経営。
北林 菜月
演 - 遠藤璃菜
古市の娘。離婚した母の再婚相手と暮らす。
朝比奈 公彦
演 - 松下洸平
老舗菓子店の跡取り息子。栞と挙式予定の新郎。
宮間 栞
演 - 黒川智花
公彦と結婚するはずの新婦。
朝比奈 律子
演 - 鷲尾真知子
公彦の母。家名に対する強いこだわりを見せる厳格な性格。

第6話
天堂 季世子
演 - 三浦理恵子
客室係、高垣の前職での先輩。
藤井 典枝
演 - 山野海
今泉 鈴香
演 - 黒田福美
中原 暁美
演 - 舟木幸

第7話
牧原 葉子
演 - 前田美波里
老舗旅館のおかみ。ベルボーイ牧原の母。
原口 俊介
演 - 須田邦裕
クリスマスに挙式を控える。
小野寺 美香
演 - 藤澤恵麻
俊介の婚約者。
小野寺 幸一
演 - 小林隆
美香の父。癌を再発している。
倉田 直樹
演 - 八神蓮
以前にフォルモントで挙式。
倉田 歩美
演 - 横田美紀
直樹の妻。里帰り出産直前。

第8話
真島 藍子
演 - 朝加真由美
真島咲希の母親。
真島 咲希
演 - 小島藤子
東京国際ホテル専門学校からの宿泊研修生。
保科 誠也
演 - 間宮祥太朗
東京国際ホテル専門学校からの宿泊研修生。
倉持 七瀬
演 - 松川星
東京国際ホテル専門学校からの宿泊研修生。
原田 英梨香
演 - 志村玲那
東京国際ホテル専門学校からの宿泊研修生。
藤岡 郁美
演 - 赤間麻里子
藤岡凛の母親。
藤岡 凛
演 - 内田愛
フィギュアスケート大会出場のため宿泊。

第9話
椿 映里子
演 - 泉ピン子（特別出演）（最終話）
業界最大手のビューティーサロン「エリコツバキビューティー」のカリスマ経営者。
椿 美麗
演 - 内山理名（最終話）
映里子の娘。「エリコツバキビューティー」の広報担当。
高岡 悦司
演 - 乃木涼介（最終話）
メグ（小早川 愛）
演 - 大野いと（最終話）
「ミスエリコツバキ」ファイナリスト。ショーモデル。
川島 さゆり
演 - 西川カナコ
「ミスエリコツバキ」ファイナリスト。一般公募からの選出者。
西野 杏奈
演 - 柳ゆり菜（最終話）
「ミスエリコツバキ」ファイナリスト。CMやドラマで活躍。
水沢 真凛
演 - 江田友莉亜
「ミスエリコツバキ」ファイナリスト。
有森 由真
演 - 阿部菜渚美（最終話）
「ミスエリコツバキ」ファイナリスト。
三上 奈美
演 - 中神円（最終話）
「ミスエリコツバキ」ファイナリスト。
小早川 光子
演 - 洞口依子（最終話）
メグ（小早川愛）の義理の母。

## スタッフ
- 脚本：松田裕子、中川千英子、李正姫
- 音楽：末廣健一郎、笹野芽実、MAYUKO
- テーマソング：Honey L Days「デスペラード」（avex trax）[5]
- エンディングテーマ：ERIHIRO「Stars」（SONIC GROOVE）[6]
- ノベライズ ：モラル（小学館文庫）
- 特別協力：ホテル日航東京
- 所作指導：東京YMCA国際ホテル専門学校
- 手話指導：手話あいらんど
- 技術協力：フォーチュン
- 美術協力：アックス
- 照明協力：Kカンパニー
- CG：イレブングラフィックス
- 編集・MA：ブル
- プロデューサー：木村元子（MMJ）、本郷達也（MMJ）
- 演出：今井和久（MMJ）、植田尚（MMJ）星野和成   (MMJ)
- 製作：MMJ・TBS

## エピソードリスト
| 話数 | サブタイトル             | 初回放送日 | 脚本                 | 演出     | 視聴率 | 備考                      |
| --- | ------------------------ | ---------- | -------------------- | -------- | ------ | ------------------------- |
| 第1話 | 誕生日の奇跡             | 7月07日    | 松田裕子             | 今井和久 | 9.4%   | 15分拡大（22:00 - 23:09） |
| コンシェルジュに配属されたばかりの塔子は、先輩コンシェルジュ本城の的確な指示とホテル従業員との連携で重要な契約書類を紛失した商社マン・三上を手助けして無事チェックアウトさせる。やがてVIP客でカリスマファッションデザイナーの海宝沙知が恒例のバースデーパーティーを開催するため夫・悟と息子・翼と共にチェックイン。沙知から客室に呼び出され料理の試食や会場の花の変更など無理難題を言いつけられた塔子は、安易に了承したことで本城に叱責される。一方で恋人のまどかの誕生日にプロポーズをするため宿泊する渡辺祐二へサプライズプロポーズを提案するが、急な花の変更の影響で遅れた祐二より先にまどかがチェックイン。塔子は到着が遅くなったことで気後れした祐二を説得しつつ、ホテル従業員との協力でまどかを引き止めてホテル内チャペルでのサプライズプロポーズを成功させる。また、悟が捨てた翼からの沙知への誕生日プレゼントを本城の指示に反して沙知のもとへ届け、沙知は翼のために夫のモラハラによる支配から自立することを決意する。 |                          |            |                      |          |        |                           |
| 第2話 | 愛すべき客、招かれざる客 | 7月14日    | 松田裕子、中川千英子 | 植田尚   | 8.5%   |                           |
| 都内のホテルでスキッパー（無銭宿泊者）による高額被害が相次ぎホテルフォルモントでも警戒を高める中、チェックイン時にデポジット支払いを拒否した鈴木にスキッパーの疑いがかかる。チェックアウト時刻が迫りロビーに現れた鈴木を呼び止めてしまった塔子は、精算のためホテルに到着した鈴木の母に不快な思いをさせてしまう。さらにチェックアウト時刻を過ぎてもフロントに現れない井坂の客室に入室したところへちょうど井坂が戻り、デポジットを支払った上で延泊を希望する井坂に、鷲尾はお詫びを込めて客室のアップグレードを申し出る。接待と称したプライベートダイニングルームでの夕食を手配する中で、塔子は井坂がスキッパーであると確信する。そんな折、長期宿泊客でホテルスタッフとも親しくしていた友美がホテル内で倒れ、病院へ搬送される。末期がんで余命宣告を受けていた友美は、かつて亡き夫とともに宿泊し味わった思い出のオムレツを再び味わうため滞在していた。ホテルフォルモントで最期を迎えたかったと言う友美に、塔子はスタッフとの協力で病室に家具やカーテン、ベッドカバーなどを持ち込んでホテルフォルモントの客室のように模様替えし、病室内でシェフ特製のオムレツをふるまう。やがて友美の死を知った井坂は、同郷の友美にレストランで叱られたことが忘れられず、友美に亡き母の姿を重ね合わせて改心し、警察へ自首する旨を塔子に告げるのだった。 |                          |            |                      |          |        |                           |
| 第3話 | 貯金箱に願いをこめて     | 7月21日    | 李正姫               | 今井和久 | 8.9%   |                           |
| 貯金箱を持ってコンシェルジュデスクに現れ、翌日の祖母・澄江の誕生日にかつて亡き両親と4人で宿泊した思い出のホテルへ祖母と2人で泊まりたいと言う繭に、鷲尾は2人を「親子宿泊モニター」として無料で招待することを許可する。そして翌日、人気歌舞伎役者の惣太郎がチェックイン。塔子は惣太郎の我儘なリクエストに振り回され、さらに惣太郎の後援者との茶会で配る花の選択を誤って、VIP客の対応にあたりコンシェルジュとして事前準備が足りないと美穂子に指摘される。ホテルにチェックインした繭と澄江は、澄江の歌舞伎好きをきっかけにロビーで惣太郎と知り合う。その日の夕食で誕生日のお祝いを頑なに拒んだ澄江から、塔子は澄江の娘夫婦が3年前の澄江の誕生日にケーキを買いに行く途中で交通事故に遭って亡くなったことを聞き出す。繭から話を聞きさらに日本舞踊が上手だった亡き母・百合の影響で繭が「娘道成寺」を踊れることを知って、歌舞伎好きな澄江のために何かできないかと言う惣太郎へ、塔子は繭と一緒に踊りを澄江に見せることを提案する。塔子はスタッフとともに夜を徹して宴会場に舞台を準備し、惣太郎と繭は澄江の前でサプライズで「娘道成寺」を披露。惣太郎に娘・百合の姿を重ね合わせた澄江は、笑顔を取り戻すのだった。 |                          |            |                      |          |        |                           |
| 第4話 | 暴走する想い             | 7月28日    | 松田裕子             | 星野和成 | 8.2%   |                           |
| ホテルフォルモントのコンシェルジュデスクには本城目当ての女性客がたびたび訪れるようになっていた。本城としてはお客様に分け隔てなく接し、必要に応じて笑顔も見せていただけなのだが、女性客たちは自分だけの笑顔だと錯覚し、誕生日だからとプレゼントを渡す者まで現れた。みゆきも本城目当ての1人で、今回も何かにつけて本城にコンタクトを取り、2人きりになろうと迫ってくる。本城は独力で切り抜けようとするが、嫉妬心から掲示板サイトで塔子を実名で激しく中傷する書き込みや本城に襲われたという書き込みをしたりという事態に陥り、社長の成沢が遠まわしに本城に辞職を求めるまでとなった。珠久里の助言で、塔子とホテルスタッフは、本城のメモを基にみゆきに誠心誠意のサービスを施し、勘違いを悟ったみゆきは書き込みを削除し、訂正するという形で事態は収拾に向かった。 |                          |            |                      |          |        |                           |
| 第5話 | 立てこもった花嫁         | 8月04日    | 李正姫               | 植田尚   | 7.9%   |                           |
| 施設係の西崎のおじである、定食屋を営む古市は、離婚した妻に引き取られた娘の菜月にフォルモントのシェフだと嘘をついてしまっていた。西崎の頼みもあり、塔子は古市のウソがばれないよう協力する羽目になってしまう。鷲尾総支配人の許可のもと、レストランの営業時間外に、シェフ富永の調理した料理を古市が運ぶという芝居をうつことになったが、ウソをつき続けるのに耐えられなくなった古市は定食屋の人気メニューの肉ジャガコロッケを調理して菜月に出して、真実を告げた。しかし菜月は古市の作った料理が一番おいしかったといい、塔子が鷲尾に許可外の調理を咎められはしたものの、一件落着に。 その頃結婚式をとり行う新婦・宮間栞が客室に立てこもるという騒動が発生していた。実は妊娠したと思い老舗和菓子屋の御曹司の公彦と結婚することになったのだが、妊娠が間違いだったことを言い出せずにいた。栞は公彦が「妊娠の責任をとって結婚することにした」と思い込んでおり、公彦は「栞が妊娠したから仕方なく結婚する」と思い込んでいたが、塔子に背中を押されて、公彦はチェックアウトした栞をロビーで引き留め、改めてプロポーズした。 |                          |            |                      |          |        |                           |
| 第6話 | 笑顔をなくした理由       | 8月11日    | 松田裕子             | 今井和久 | 8.2%   |                           |
| ひとりで宿泊している季世子は、客室係の亜里沙がフロントクラークとして以前勤めていたホテルの先輩だった。そのホテルであった盗難事件の犯人の疑いが亜里沙にかかって、亜里沙は辞職したのだった。のちに真犯人が見つかり季世子は亜里沙をかばってやれなかったことをずっと後悔していた。亜里沙が笑顔をなくしているのはそのせいかと思った。その頃、3人で宿泊している鈴香が部屋に置いていたサファイアの指輪が外出中に無くなり、清掃担当の客室係・亜里沙が盗んだと疑いをかけ、警察沙汰になった。その最中、季世子は完遂したエンディングノートを残して部屋から姿を消した。自殺を心配した亜里沙が屋上で見つけると、季世子は「子供が産めない体だとわかって姑に離婚を突き付けられて、絶望して死のうと思ったが死ぬ勇気もない」と語り、自殺を思いとどまった。それに対して亜里沙は「以前笑顔だったのは、周りに好かれようと演技していたのであって、窃盗事件で、実は嫌われていたのに気づき自己嫌悪に陥って死のうと思ったが死ねなかった。今が自然体でいるのだ。」と語った。一方、盗まれたと思った指輪は鈴香とともに宿泊していた典枝が無断ではめてみたら抜けなくなり、言い出せなかっただけだった。塔子と施設係の西崎にはずしてもらった指輪を体を小さくして返した典枝を鈴香は笑い飛ばして許し、ホテルスタッフに騒動を詫びた。                                |                          |            |                      |          |        |                           |
| 第7話 | 家族の絆と涙の結婚式     | 8月18日    | 中川千英子           | 星野和成 | 6.7%   |                           |
| ベルボーイ牧原豪太の母、葉子は、かつて須久里が勤めていた老舗旅館のおかみである。葉子は旅館を売却する契約書の確認を豪太にするために宿泊していた。しかし、自分が継ぎたいと思っていた豪太にとっては寝耳に水の話である。その頃、塔子は俊介と美香の結婚式の打ち合わせに立ち会っていたが、美香の父、幸一が癌の再発で予定日までもたないとの相談を受けたが、予約がいっぱいで繰り上げはできない。そこで塔子は鷲尾に相談し、結婚式のリハーサルを行うことで、幸一に美香の花嫁姿を見せてあげることができた。その頃、結婚式をフォルモントで挙げた直樹と歩美の夫妻はて歩美の里帰り出産前に、記念に宿泊していた。しかし歩美が急に破水してしまうが、産科医である幸一と、宿泊客の急な出産の立ち合い経験のある葉子の介助により無事に男児を出産した。豪太は葉子に「自分が旅館を継ぎたいから」と売却の中止を願い、「豪太が無理に継ぐのが負担であろうから」と売却しようと思っていた葉子は売却をとりやめた。 |                          |            |                      |          |        |                           |
| 第8話 | 未来のホテリエたち       | 9月01日    | 李正姫               | 植田尚   | 8.4%   |                           |
| ホテル専門学校の学生10名が2泊3日の宿泊研修でホテルフォルモントへやってくる。塔子は研修生たちを各部署へ案内するが、研修生・咲希の母が娘を案じて宿泊していることがわかり、咲希は研修生の保科に過保護だと揶揄される。研修生たちは各部署に分かれて研修を開始。咲希と保科はコンシェルジュデスクに配属されるが、ホテル経営に興味があるという保科は現場の仕事を見下したような発言や行動を繰り返す。研修2日目、客からの予期せぬ質問に答えを窮した咲希は、過呼吸の発作を起こす。咲希は緊張やストレスで過呼吸の発作を繰り返し、高校まで習っていたフィギュアスケートを断念した過去もあった。一方で、塔子は客を見下した態度をとった保科に激しく詰め寄り、ホテリエとしてのプライドを説く。研修最終日、咲希は塔子たちにホテルで働くことを諦めると告げるが、そんな折、フィギュアスケートの大会へ出場する娘の靴のエッジが朝の練習で欠けてしまい研磨師が見つからないと宿泊客の郁美が訴える。塔子は咲希を連れて郁美の部屋を訪れ研磨師として咲希のかつてのコーチを紹介、無事にホテルから出発させる。客の喜ぶ様子に自ら喜びを感じた咲希は、やはりホテルで働きたいと母へ告げる。また、塔子の言葉によってフォルモントスタッフのホテリエとしてのプライドに気づいた保科は皆に詫び、改めて勉強し直す決意を告げるのだった。                                  |                          |            |                      |          |        |                           |
| 第9話 | フォルモント最大の危機   | 9月15日    | 松田裕子             | 今井和久 | 6.5%   |                           |
| |                          |            |                      |          |        |                           |
| 最終話 | 母と娘の真実             | 9月22日    | 松田裕子             | 今井和久 | 6.4%   |                           |
| |                          |            |                      |          |        |                           |

平均視聴率 7.9%（視聴率はビデオリサーチ調べ、関東地区・世帯）

## 関連商品

### ノベライズ
- モラル『小説版 ホテルコンシェルジュ 上』（2015年8月6日、小学館文庫、ISBN 9784094062052）
- モラル『小説版 ホテルコンシェルジュ 下』（2015年9月8日、小学館文庫、ISBN 9784094062113）

### サウンドトラック
- 末廣健一郎、笹野芽実、MAYUKO『TBS系 火曜ドラマ ホテルコンシェルジュ オリジナル・サウンドトラック』（2015年9月9日、Anchor Records、UZCL-2075）

### Blu-ray/DVD
- ホテルコンシェルジュ Blu-ray BOX（2015年12月25日、TCエンタテインメント、TCBD-0502）
- ホテルコンシェルジュ DVD-BOX（2015年12月25日、TCエンタテインメント、TCED-2866）

## コラボレーション
- ホテル日航東京では、放映開始の2015年7月7日から最終回放映の9月22日まで本作に登場する料理「オマール海老のオムレツ トリュフの香り アメリケーヌソース」を一般販売した。